# Hapithus akation
Hapithus akation är en insektsart som beskrevs av Otte, D. och Perez-gelabert 2009. Hapithus akation ingår i släktet Hapithus och familjen syrsor. Inga underarter finns listade i Catalogue of Life.